# Fibbia
Fibbia är en bergstopp i Schweiz.   Den ligger i distriktet Leventina och kantonen Ticino, i den centrala delen av landet, 100 km sydost om huvudstaden Bern. Toppen på Fibbia är 2 739 meter över havet, eller 206 meter över den omgivande terrängen. Bredden vid basen är 1,5 km.
Terrängen runt Fibbia är bergig söderut, men norrut är den kuperad. Runt Fibbia är det mycket glesbefolkat, med 3 invånare per kvadratkilometer.. Närmaste större samhälle är Airolo, 4,9 km öster om Fibbia. 
Trakten runt Fibbia består i huvudsak av gräsmarker.